# Bahrains riksvapen
Bahrains riksvapen utarbetades på 1930-talet av schejkens brittiske rådgivare, hade från början en kunglig krona överst, men denna har senare borttagits. Schejkens flagga har vita bårder också i över- och underkant. Från 2022 har kronan återkommit igen.